# Lista de municípios do Rio de Janeiro por IDH-M

Mapa do IDH do Rio de Janeiro.Legenda:
Muito alto (1 município)
Alto (57 municípios)
Médio (34 municípios)
Baixo (nenhum município)
Muito baixo (nenhum município)

Esta é uma lista de municípios do estado brasileiro do Rio de Janeiro por Índice de Desenvolvimento Humano (IDH), segundo dados do Programa da Nações Unidas para o Desenvolvimento (PNUD) datados do ano 2010. De acordo com os dados de 2010, o município com o maior Índice de Desenvolvimento Humano no estado do Rio de Janeiro era Niterói, com um índice de 0,837 (considerado muito alto), e o município com o menor índice foi Sumidouro, com um índice de 0,611 (considerado médio). De todos os municípios do estado, apenas 1 município registrou um IDH muito alto, enquanto 57 apresentaram um IDH alto, 34 IDH médio, e nenhum município IDH baixo ou muito baixo.
O cálculo do índice é composto a partir de dados de expectativa de vida ao nascer (IDH-L), educação (IDH-E), e PIB em Paridade do Poder de Compra per capita (IDH-R) recolhidos em nível nacional ou regional, e possui o objetivo de medir o padrão de vida. O índice foi desenvolvido em 1990 pelos economistas Amartya Sen e Mahbub ul Haq, e vem sendo usado desde 1993 pelo Programa das Nações Unidas para o Desenvolvimento (PNUD).
O Índice de Desenvolvimento Humano varia de 0 até 1, e nesta lista é dividido em cinco categorias: IDH muito alto (0,800 – 1,000), IDH alto (0,700 – 0,799), IDH médio (0,600  0,699), IDH baixo (0,500 – 0,599) e IDH muito baixo (0,000 – 0,499).

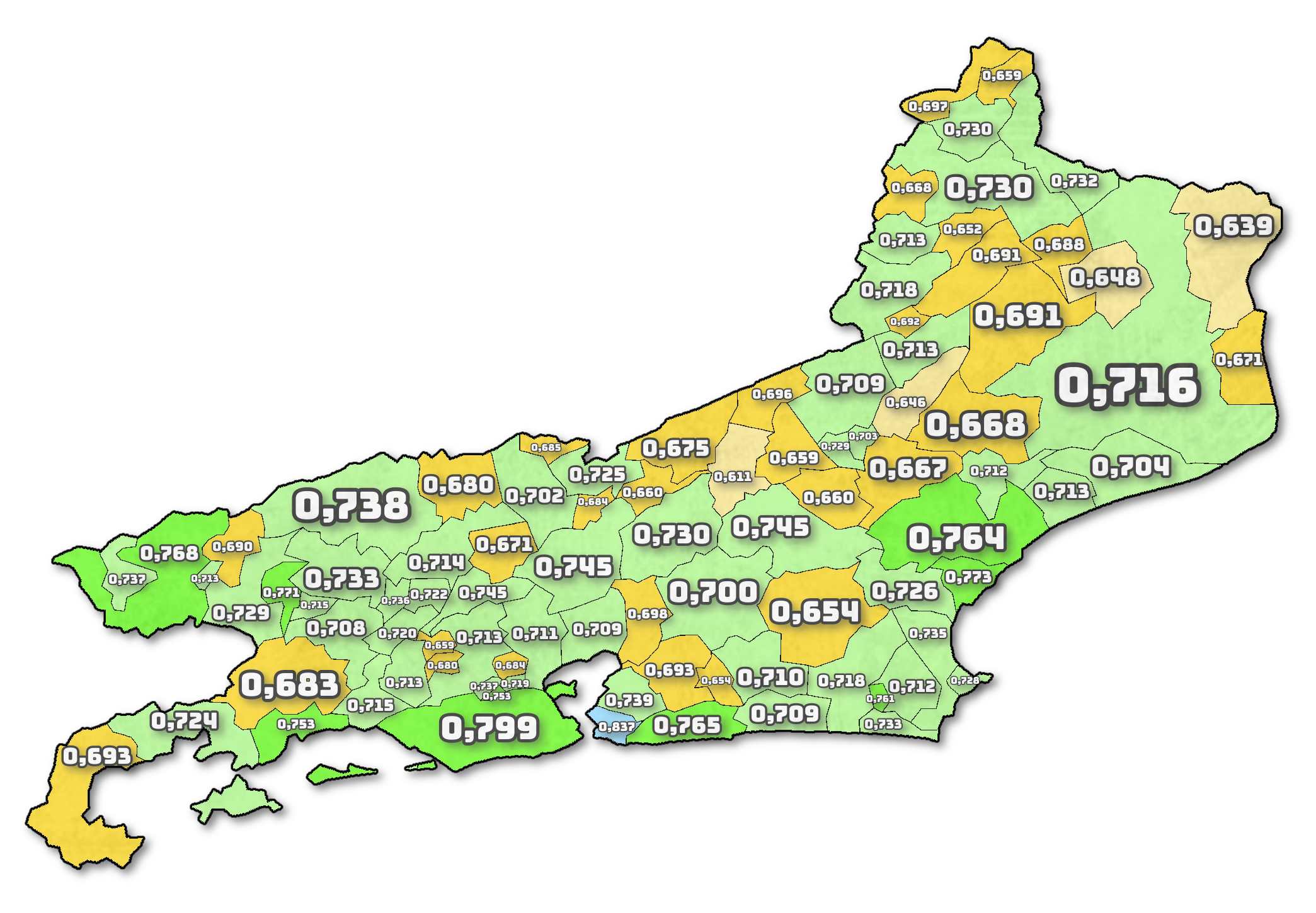
IDH no Rio de Janeiro

## Lista completa dos municípios
- = aumento;
- = estável;
- = perda;
- Os valores similares do IDH na lista atual não conduzem a relações classificatórias, já que a classificação do IDH é realmente determinada usando valores do IDH ao sexto ponto decimal.
- Os números colocados entre parênteses representam a diferença entre as posições relativas aos dados de 2000.

### Desenvolvimento muito alto
| Ranking | Ranking                   | Município | IDH   | IDH                       |
| 2010    | Mudança em relação a 2000 | Município | 2010  | Mudança em relação a 2000 |
| ------- | ------------------------- | --------- | ----- | ------------------------- |
| 1       | Estável                   | Niterói   | 0,837 | 0,066                     |

### Desenvolvimento humano alto
| Ranking | Ranking                   | Município               | IDH   | IDH                       |
| 2010    | Mudança em relação a 2000 | Município               | 2010  | Mudança em relação a 2000 |
| ------- | ------------------------- | ----------------------- | ----- | ------------------------- |
| 2       | Estável                   | Rio de Janeiro          | 0,799 | 0,083                     |
| 3       | (27)                      | Rio das Ostras          | 0,773 | 0,153                     |
| 4       | (1)                       | Volta Redonda           | 0,771 | 0,089                     |
| 5       | Estável                   | Resende                 | 0,768 | 0,108                     |
| 6       | (10)                      | Maricá                  | 0,765 | 0,128                     |
| 7       | (2)                       | Macaé                   | 0,764 | 0,099                     |
| 8       | (17)                      | Iguaba Grande           | 0,761 | 0,135                     |
| 9       | (3)                       | Nilópolis               | 0,753 | 0,097                     |
| 10      | (1)                       | Mangaratiba             | 0,753 | 0,111                     |
| 11      | (2)                       | Petrópolis              | 0,745 | 0,096                     |
| 12      | (1)                       | Miguel Pereira          | 0,745 | 0,103                     |
| 13      | (6)                       | Nova Friburgo           | 0,745 | 0,091                     |
| 14      | Estável                   | São Gonçalo             | 0,739 | 0,098                     |
| 15      | (4)                       | Valença                 | 0,738 | 0,111                     |
| 16      | (1)                       | Mesquita                | 0,737 | 0,103                     |
| 17      | (9)                       | Itatiaia                | 0,737 | 0,084                     |
| 18      | (6)                       | Mendes                  | 0,736 | 0,094                     |
| 19      | (21)                      | Cabo Frio               | 0,735 | 0,121                     |
| 20      | (2)                       | Arraial do Cabo         | 0,733 | 0,101                     |
| 21      | (3)                       | Barra do Piraí          | 0,733 | 0,107                     |
| 22      | (5)                       | Bom Jesus do Itabapoana | 0,732 | 0,107                     |
| 23      | (5)                       | Itaperuna               | 0,730 | 0,106                     |
| 24      | (1)                       | Natividade              | 0,730 | 0,104                     |
| 25      | (3)                       | Teresópolis             | 0,730 | 0,103                     |
| 26      | (16)                      | Cordeiro                | 0,729 | 0,085                     |
| 27      | (12)                      | Barra Mansa             | 0,729 | 0,088                     |
| 28      | (20)                      | Armação dos Búzios      | 0,728 | 0,124                     |
| 29      | (6)                       | Casimiro de Abreu       | 0,726 | 0,107                     |
| 30      | (9)                       | Três Rios               | 0,725 | 0,098                     |

| Ranking | Ranking                   | Município                   | IDH   | IDH                       |
| 2010    | Mudança em relação a 2000 | Município                   | 2010  | Mudança em relação a 2000 |
| ------- | ------------------------- | --------------------------- | ----- | ------------------------- |
| 31      | (21)                      | Angra dos Reis              | 0,724 | 0,125                     |
| 32      | (15)                      | Engenheiro Paulo de Frontin | 0,722 | 0,118                     |
| 33      | (4)                       | Paracambi                   | 0,720 | 0,105                     |
| 34      | (2)                       | São João de Meriti          | 0,719 | 0,099                     |
| 35      | (31)                      | Araruama                    | 0,718 | 0,139                     |
| 36      | (9)                       | Santo Antônio de Pádua      | 0,718 | 0,107                     |
| 37      | (1)                       | Campos dos Goytacazes       | 0,716 | 0,098                     |
| 38      | (3)                       | Pinheiral                   | 0,715 | 0,101                     |
| 39      | (2)                       | Itaguaí                     | 0,715 | 0,126                     |
| 40      | (7)                       | Vassouras                   | 0,714 | 0,094                     |
| 41      | (19)                      | Seropédica                  | 0,713 | 0,127                     |
| 42      | (30)                      | Porto Real                  | 0,713 | 0,145                     |
| 43      | (12)                      | Nova Iguaçu                 | 0,713 | 0,116                     |
| 44      | (6)                       | Miracema                    | 0,713 | 0,098                     |
| 45      | (25)                      | Itaocara                    | 0,713 | 0,086                     |
| 46      | (19)                      | Carapebus                   | 0,713 | 0,134                     |
| 47      | (6)                       | São Pedro da Aldeia         | 0,712 | 0,114                     |
| 48      | (9)                       | Conceição de Macabu         | 0,712 | 0,097                     |
| 49      | (1)                       | Duque de Caxias             | 0,711 | 0,110                     |
| 50      | (4)                       | Rio Bonito                  | 0,710 | 0,101                     |
| 51      | (16)                      | Magé                        | 0,709 | 0,136                     |
| 52      | (5)                       | Saquarema                   | 0,709 | 0,118                     |
| 53      | (10)                      | Cantagalo                   | 0,709 | 0,097                     |
| 54      | (12)                      | Piraí                       | 0,708 | 0,096                     |
| 55      | (20)                      | Quissamã                    | 0,704 | 0,143                     |
| 56      | (30)                      | Macuco                      | 0,703 | 0,078                     |
| 57      | (23)                      | Paraíba do Sul              | 0,702 | 0,083                     |
| 58      | (6)                       | Cachoeiras de Macacu        | 0,700 | 0,120                     |

### Desenvolvimento humano médio
| Ranking | Ranking                   | Município                 | IDH   | IDH                       |
| 2010    | Mudança em relação a 2000 | Município                 | 2010  | Mudança em relação a 2000 |
| ------- | ------------------------- | ------------------------- | ----- | ------------------------- |
| 59      | (11)                      | Guapimirim                | 0,698 | 0,126                     |
| 60      | (9)                       | Porciúncula               | 0,697 | 0,125                     |
| 61      | (32)                      | Carmo                     | 0,696 | 0,075                     |
| 62      | (18)                      | Itaboraí                  | 0,693 | 0,140                     |
| 63      | Estável                   | Paraty                    | 0,693 | 0,110                     |
| 64      | (33)                      | Aperibé                   | 0,692 | 0,072                     |
| 65      | (14)                      | Cambuci                   | 0,691 | 0,092                     |
| 66      | (8)                       | São Fidélis               | 0,691 | 0,101                     |
| 67      | (11)                      | Quatis                    | 0,690 | 0,099                     |
| 68      | (6)                       | Italva                    | 0,688 | 0,127                     |
| 69      | (15)                      | Comendador Levy Gasparian | 0,685 | 0,088                     |
| 70      | (26)                      | Areal                     | 0,684 | 0,073                     |
| 71      | Estável                   | Belford Roxo              | 0,684 | 0,114                     |
| 72      | (10)                      | Rio Claro                 | 0,683 | 0,099                     |
| 73      | (24)                      | Rio das Flores            | 0,680 | 0,077                     |
| 74      | (7)                       | Queimados                 | 0,680 | 0,130                     |
| 75      | (14)                      | Sapucaia                  | 0,675 | 0,089                     |

| Ranking | Ranking                   | Município                     | IDH   | IDH                       |
| 2010    | Mudança em relação a 2000 | Município                     | 2010  | Mudança em relação a 2000 |
| ------- | ------------------------- | ----------------------------- | ----- | ------------------------- |
| 76      | (10)                      | Paty do Alferes               | 0,671 | 0,130                     |
| 77      | (5)                       | São João da Barra             | 0,671 | 0,123                     |
| 78      | (5)                       | Laje do Muriaé                | 0,668 | 0,107                     |
| 79      | (11)                      | Santa Maria Madalena          | 0,668 | 0,095                     |
| 80      | (2)                       | Trajano de Moraes             | 0,667 | 0,112                     |
| 81      | (5)                       | Bom Jardim                    | 0,660 | 0,099                     |
| 82      | (5)                       | São José do Vale do Rio Preto | 0,660 | 0,104                     |
| 83      | (1)                       | Duas Barras                   | 0,659 | 0,116                     |
| 84      | (3)                       | Japeri                        | 0,659 | 0,130                     |
| 85      | (3)                       | Varre-Sai                     | 0,659 | 0,137                     |
| 86      | (4)                       | Tanguá                        | 0,654 | 0,134                     |
| 87      | (4)                       | Silva Jardim                  | 0,654 | 0,108                     |
| 88      | (3)                       | São José de Ubá               | 0,652 | 0,110                     |
| 89      | Estável                   | Cardoso Moreira               | 0,648 | 0,128                     |
| 90      | (11)                      | São Sebastião do Alto         | 0,646 | 0,092                     |
| 91      | Estável                   | São Francisco de Itabapoana   | 0,639 | 0,014                     |
| 92      | Estável                   | Sumidouro                     | 0,611 | 0,111                     |